# Paula Wajsman
Paula Wajsman (26 tháng 8 năm 1939 - 1995) là một nhà tâm lý học, nhà văn, dịch giả và nhà nghiên cứu người Argentina.

## Tiểu sử
Paula Wajsman là con gái út trong một gia đình nhập cư người Ba Lan. Năm 4 tuổi, sau trận động đất ở San Juan (15 tháng 1 năm 1944), gia đình bà quyết định chuyển từ San Juan đến Buenos Aires. Bà theo học ngành tâm lý học tại Đại học Buenos Aires. Bà sống ở Pháp và Hoa Kỳ, và là một người bạn và cố vấn cho tiểu thuyết gia Manuel Puig.
Bà làm việc như một dịch giả (ví dụ, Quy tắc phương pháp xã hội học của Émile Durkheim) và nhà nghiên cứu xã hội. Bà cũng làm việc như một nhà phân tâm học. Một trong những bệnh nhân của bà là nhà văn và nhà thơ Osvaldo Lamborghini. Mối quan hệ của bà với Lamborghini bắt đầu như một nhà trị liệu tâm lý, nhưng sau đó Lamborghini chuyển đến căn hộ của bà. Trong cuộc cãi vã dữ dội với Wajsman, Lamborghini đã ném con mèo của bà, tên là Vespasiana, từ tầng tám, giết chết nó.
Năm 1990, Wajsman xuất bản cuốn tiểu thuyết Informe de París. Tác phẩm này đã không được bán chạy, nhưng được coi là rất có ảnh hưởng bởi các nhà văn khác của thập kỷ.

Ảnh bìa của Punto Atrás (2012)

Tôi không muốn làm điều bí ẩn: Tôi bị bệnh, tôi có "một vài tháng" của cuộc đời. Tôi không biết có bao nhiêu. Đó là lý do tại sao tôi trở thành một loại nhạc punk ( Không có người đàn ông tương lai ). [...] Xin đừng cảm thấy tiếc cho tôi: Tôi đang sống, bất chấp tất cả, một trong những thời điểm hạnh phúc nhất và màu mỡ nhất của cuộc đời tôi, ngay cả khi nó ở một khía cạnh rất hạn chế, vì tôi không làm việc - Tôi có tiền cho tôi cũng sống "một vài tháng" - và tôi dành phần lớn cho việc viết lách.— Bức thư từ Paula Wajsman gửi nhà thơ Jorge Naparstek

 Khi bà qua đời vì bệnh ung thư vào năm 1995, bà đã để lại một cuốn tiểu thuyết chưa xuất bản có tên là Punto atrás, hai tập thơ và 60 tập thơ, truyện du lịch và một cuốn truyện ngắn có tên Crónicas e infundios được xuất bản năm 1999. Punto atrás cuối cùng đã được phát hành vào năm 2012 bởi nhà xuất bản của Đại học Villa María (EDUVIM) trong bộ sưu tập Narradoras Argentinas, do María Teresa Andruetto đồng đạo diễn. Các tác phẩm sưu tập lưu hành trong hình thức các bản sao, từ tay này sang tay khác, được biết là đã được trích dẫn bởi các nhà văn như Angélica Gorodischer và María Teresa Andruetto trong blog của họ về người kể chuyện Argentina.

## Tác phẩm
- "Polémica: Las imágenes del royalialismo (I). Una historia de fantasmas ", tại Lenguajes, số 1, tháng 4 năm 1974.
- Thông báo cho París. Buenos Aires, Ediciones de la Flor, 1990. ISBN 950-515-038-5
- Crónicas e infundios. 1999.
- Máy xúc lật EDUVIM 2012. ISBN 9789871868971 Mã số   IDIA871868971.